# Andreaskirche (Namysłów)

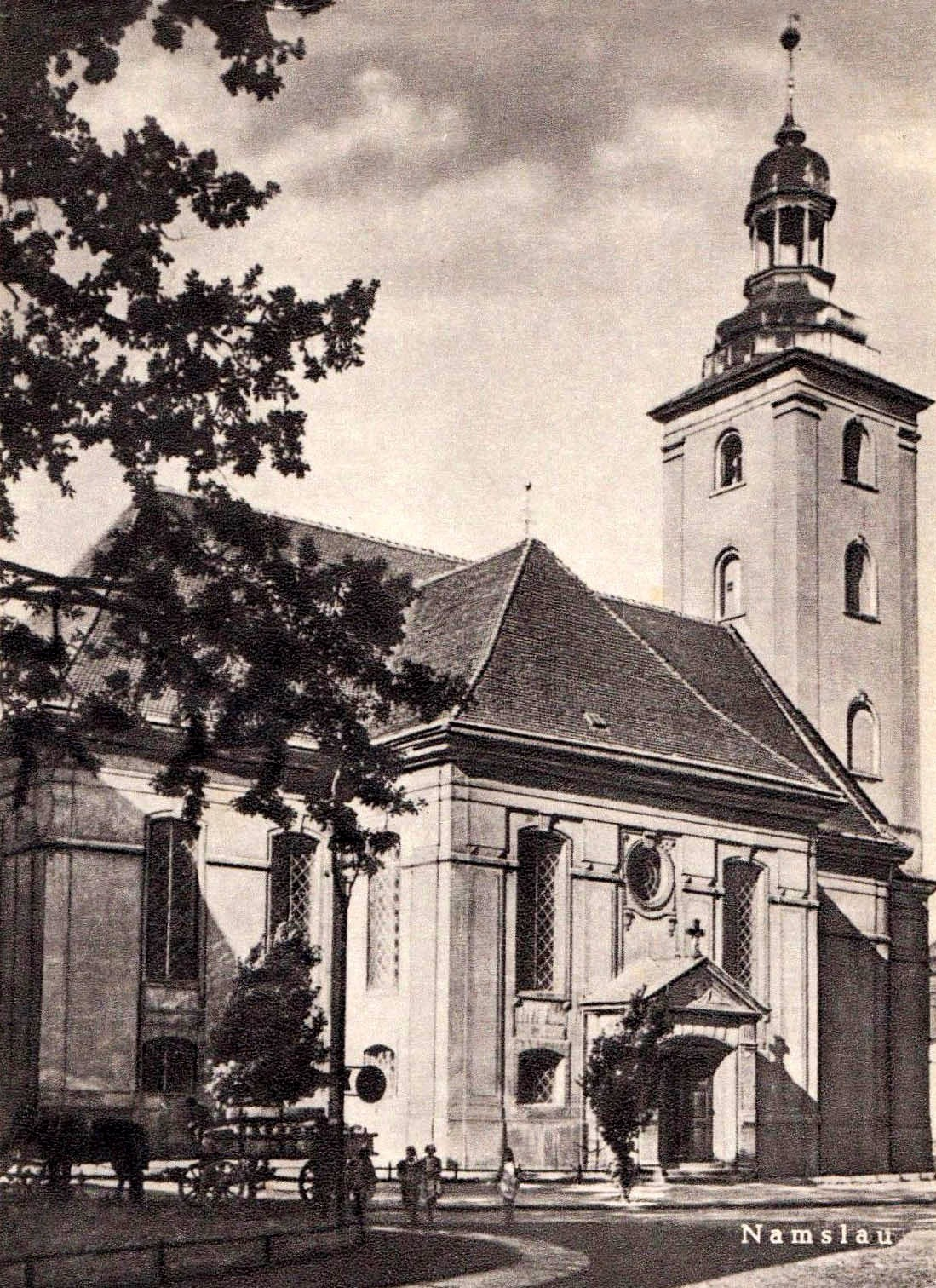
Evangelische Kirche um 1930

Die evangelische Andreaskirche (polnisch Kościół ewangelicki św. Andrzeja) war ein Kirchengebäude in der schlesischen Stadt Namysłów (deutsch Namslau). Die Kirche stand in der westlichen Altstadt an der ehemaligen Andreas-Kirchstrasse (heute: ul. 3 Maja) unweit der Burg Namslau.

## Geschichte
Die protestantische Gemeinde von Namslau bat im Jahr 1752 um die Erlaubnis zum Bau eines protestantischen Bethauses, die noch im selben Jahr erteilt wurde. Zwischen 1753 und 1754 entstand ein hölzerner Kirchenbau, der am 21. Juli 1754 durch den Oberkonsistorialrat Burg eingeweiht wurde. Der einfach erbaute Holzbau wurde jedoch schnell baufällig, sodass dieser bereits 1787 wieder abgerissen wurde.
Ein neuer steinerner Kirchenbau wurde am 15. Mai 1787 durch das Königliche Oberamt genehmigt. An der Stelle des ehemaligen Nonnenklosters im Westen der Stadt entstand unter der Leitung des Architekten Johann Martin Pohlmann eine steinerne Kirche, zunächst ohne Glockenturm. Der Grundstein wurde am 6. September 1787 gelegt; der Kirchenbau wurde am 1. Advent 1789 eingeweiht. Die Baukosten betrugen 7745 Thaler, 16 Silbergroschen und 7 Pfennige.
Am 7. November 1815 erfolgte die Grundsteinlegung für den Glockenturm. Mangels finanzieller Mittel verzögerte sich der Bau. Bei einem Sturm im Jahr 1822 stürzte ein Teil des im Bau befindlichen Turmes auf das Kirchendach. Daraufhin wurde beschlossen, den Turm höher zu bauen. Am 30. September 1822 erhielt der Turm eine Kuppel. Eine Dachhaube wurde 1841 angefügt. 1876 erfolgte eine Sanierung des Kirchenbaus.
Im Jahr 1945 wurde die Kirche infolge der Kampfhandlungen in Namslau teilweise zerstört. Der Turmhelm wurde dabei zerstört. Bis zur Vertreibung der deutschen Bevölkerung 1946 wurden in der Kirche noch evangelische Gottesdienste gefeiert. Daraufhin stand der Kirchenbau leer und wurde 1962 abgerissen.
Heute erinnert ein Lapidarium an der Kirchenbau.